# Добле
Добле (пол. Doble) — село в Польщі, у гміні Тихово Білоґардського повіту Західнопоморського воєводства.
Населення — 73 особи (2011).
У 1975—1998 роках село належало до Кошалінського воєводства.

## Демографія
Демографічна структура станом на 31 березня 2011 року:
|          | Загалом | Допрацездатний вік | Працездатний вік | Постпрацездатний вік |
| -------- | ------- | ------------------ | ---------------- | -------------------- |
| Чоловіки | 39      | 8                  | 27               | 4                    |
| Жінки    | 34      | 7                  | 18               | 9                    |
| Разом    | 73      | 15                 | 45               | 13                   |